# Béhuard
Béhuard ist eine französische Gemeinde mit 119 Einwohnern (Stand: 1. Januar 2022) im Département Maine-et-Loire in der Region Pays de la Loire. Sie gehört zum Arrondissement Angers und zum Kanton Angers-3. Die Einwohner werden Béhuardais genannt.

## Geographie
Die Gemeinde Béhuard liegt etwa zwölf Kilometer südwestlich von Angers auf einer Flussinsel in der Loire. Umgeben wird Béhuard von den Nachbargemeinden Savennières im Norden, Denée im Osten, Rochefort-sur-Loire im Südosten und Süden sowie La Possonnière im Westen und Nordwesten.

## Bevölkerungsentwicklung
| Jahr                       | 1962 | 1968 | 1975 | 1982 | 1990 | 1999 | 2006 | 2012 | 2022 |
| Einwohner                  | 110  | 85   | 100  | 93   | 94   | 110  | 127  | 124  | 119  |
| Quellen: Cassini und INSEE |      |      |      |      |      |      |      |      |      |

## Sehenswürdigkeiten
- Kirche Notre-Dame, erbaut im 15. Jahrhundert, seit 1862 Monument historique
- Freilichtkirche
- Kreuzweg
- Häuser aus dem 15. bis 18. Jahrhundert, teilweise 1948 als Monuments historiques ausgewiesen
- Flusshafen

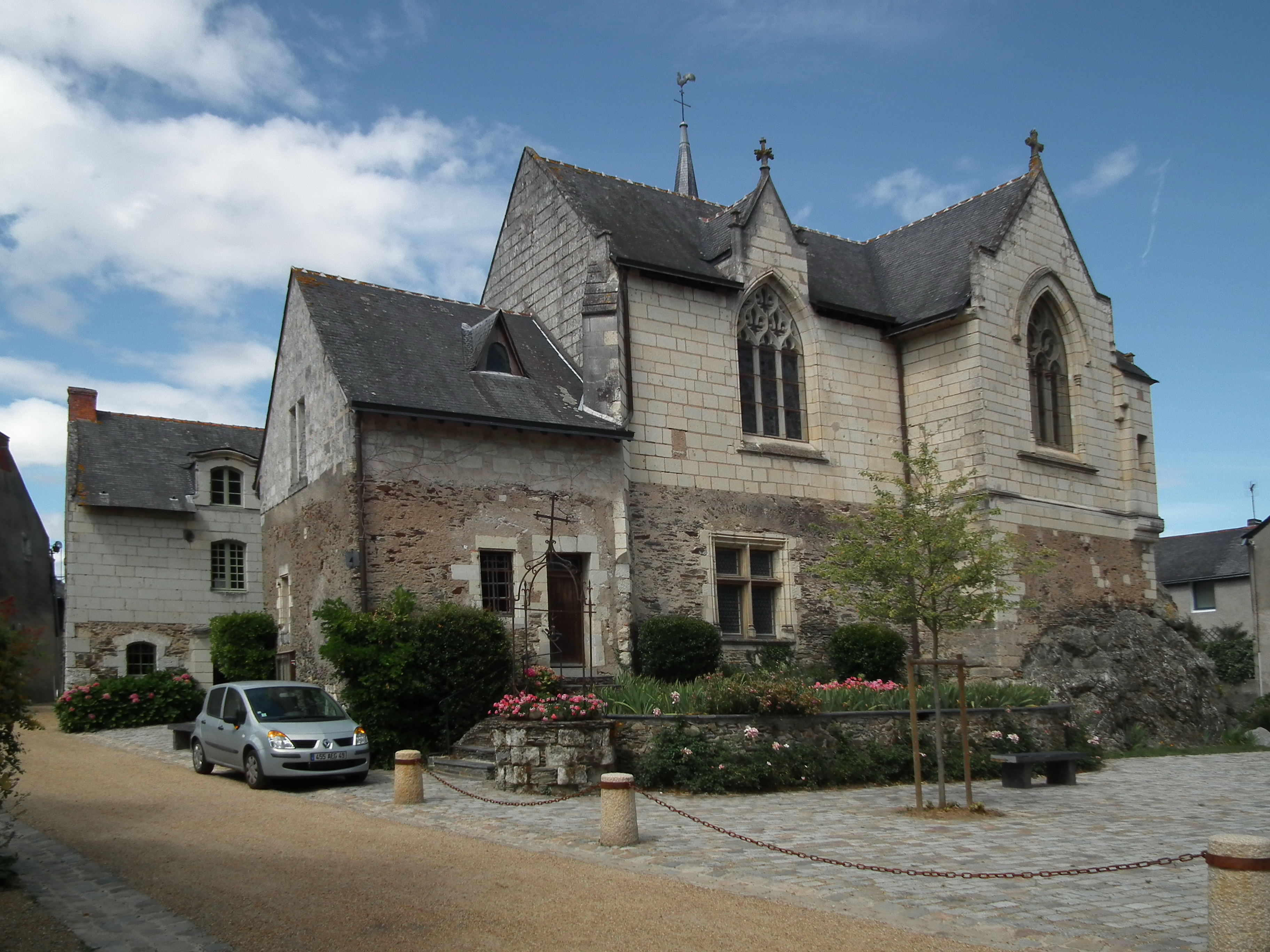
Kirche Notre-Dame
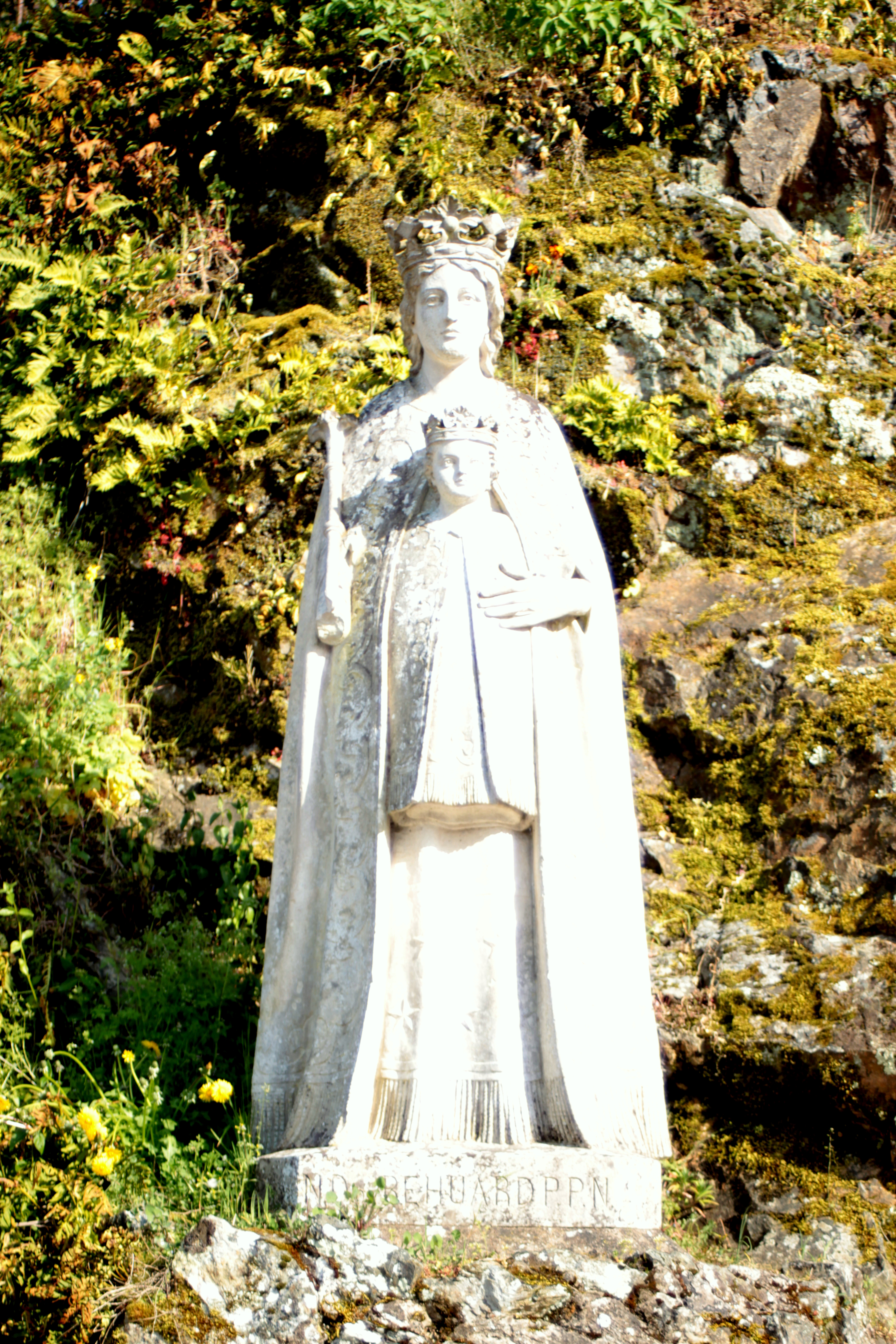
Marienstatue